# الفوضى علي ديبونيا
الفوضى علي ديبونيا هي لعبة مغامرات ونقر و تأشير تم تطويرها ونشرها بواسطة ديداليك للترفيه .  تتمة لـ ديبونيا ، تواصل قصة الشخصية الرئيسية روفوس (Rufus) بالانجليزبة وهو يحاول الهروب من وطنه كوكب ديبونيا.  تم إصدار الفوضى على ديبونيا في ألمانيا في 12 أكتوبر 2012
تلقت الفوضى على ديبونيا مراجعات إيجابية بشكل عام، خاصة من منافذ اللغة الألمانية.

## اللعب
ظلت طريقة اللعب الأساسية دون تغيير عن الدفعة السابقة. يتحكم اللاعب في روفوس عبر العديد من الخلفيات التفصيلية للغاية ، ويجمع ويجمع الأشياء الصغيرة ويتفاعل مع الآلات من أجل حل الألغاز والمضي قدمًا في المؤامرة.

## التطوير
تم تطوير الفوضى على ديبونيا بواسطة ديداليك للترفيه.

## استقبال

### الصحافة المحلية
| استقبال |        |
| --- | ------ |
| نتائج المراجعة نشرة نقاط غيمستار 90/100 [ 6 ] غيمسولت 90% [ 7 ] بي سي غيمس (مجلة) 85% [ 8 ] فور بلايرز 79% [ 9 ] |        |
| نتائج المراجعة                                                                                                   |        |
| نشرة | نقاط   |
| غيمستار | 90/100 |
| غيمسولت | 90%    |
| بي سي غيمس (مجلة)                                                                                                | 85%    |
| فور بلايرز | 79%    |